# Brachydesmus silvanus
Brachydesmus silvanus är en mångfotingart som beskrevs av Henri W. Brölemann 1894. Brachydesmus silvanus ingår i släktet Brachydesmus och familjen plattdubbelfotingar. Utöver nominatformen finns också underarten B. s. veris.